# Союз Т-4
Союз Т-4 — пилотируемый космический корабль.

## Параметры полета
- Наклонение орбиты — 51,6°
- Период обращения — 91,4 мин.
- Перигей — 343 км
- Апогей — 358 км

## Основной экипаж
- Ковалёнок Владимир Васильевич — командир (3)
- Савиных Виктор Петрович — бортинженер (1)

## Дублирующий экипаж
- Зудов Вячеслав Дмитриевич — командир
- Андреев Борис Дмитриевич — бортинженер

## Резервный экипаж
- Исаулов Юрий Фёдорович — командир
- Лебедев Валентин Витальевич — бортинженер

## Описание полета
По итогам предполётной подготовки основной экипаж Зудов-Андреев стал дублирующим, а дублирующий, Ковалёнок-Савиных — основным.